# Huda Kattan
Pour les articles homonymes, voir Kattan.
 (avril 2024).
La mise en forme du texte ne suit pas les recommandations de Wikipédia : il faut le « wikifier ».
Les points d'amélioration suivants sont les cas les plus fréquents. Le détail des points à revoir est peut-être précisé sur la page de discussion.
- Les titres sont pré-formatés par le logiciel. Ils ne sont ni en capitales, ni en gras.
- Le texte ne doit pas être écrit en capitales (les noms de famille non plus), ni en gras, ni en italique, ni en « petit »…
- Le gras n'est utilisé que pour surligner le titre de l'article dans l'introduction, une seule fois.
- L'italique est rarement utilisé : mots en langue étrangère, titres d'œuvres, noms de bateaux, etc.
- Les citations ne sont pas en italique mais en corps de texte normal. Elles sont entourées par des guillemets français : « et ».
- Les listes à puces sont à éviter, des paragraphes rédigés étant largement préférés. Les tableaux sont à réserver à la présentation de données structurées (résultats, etc.).
- Les appels de note de bas de page (petits chiffres en exposant, introduits par l'outil «  Source ») sont à placer entre la fin de phrase et le point final[comme ça].
- Les liens internes (vers d'autres articles de Wikipédia) sont à choisir avec parcimonie. Créez des liens vers des articles approfondissant le sujet. Les termes génériques sans rapport avec le sujet sont à éviter, ainsi que les répétitions de liens vers un même terme.
- Les liens externes sont à placer uniquement dans une section « Liens externes », à la fin de l'article. Ces liens sont à choisir avec parcimonie suivant les règles définies. Si un lien sert de source à l'article, son insertion dans le texte est à faire par les notes de bas de page.
- La présentation des références doit suivre les conventions bibliographiques. Il est recommandé d'utiliser les modèles {{Ouvrage}}, {{Chapitre}}, {{Article}}, {{Lien web}} et/ou {{Bibliographie}}. Le mode d'édition visuel peut mettre en forme automatiquement les références.
- Insérer une infobox (cadre d'informations à droite) n'est pas obligatoire pour parachever la mise en page.

Pour une aide détaillée, merci de consulter Aide:Wikification.
Si vous pensez que ces points ont été résolus, vous pouvez retirer ce bandeau et améliorer la mise en forme d'un autre article.
Huda Kattan
Huda Kattan ( Oklahoma City, 2 octobre 1983) est une maquilleuse, blogueuse beauté et entrepreneure américaine,,. Elle est la fondatrice de la ligne de cosmétiques Huda Beauty.

## Début de la vie
Huda Kattan est née le 2 octobre 1983 à Oklahoma City, dans une famille de quatre enfants. Ses parents sont tous deux originaires d'Irak. La famille a ensuite déménagé à Cookeville dans le Tennessee, puis à Dartmouth, au Massachusetts. Elle fréquente l'Université du Michigan à Dearborn où elle s'est spécialisée en finance,,,.

## Carrière
En 2006, Huda Kattan déménage à Dubaï avec son père qui a accepté une offre d'emploi d'enseignant dans l'émirat,. Quelques années plus tard, Kattan déménage à Los Angeles, où elle étudie le maquillage,,,. Parmi ses clients figurent des célébrités telles qu'Eva Longoria et Nicole Richie. Huda Kattan est ensuite retournée à Dubaï où elle a été employée par Revlon en tant que maquilleuse,. En avril 2010, sur les conseils d'une de ses sœurs, elle lance un blog WordPress sur la beauté qu'elle nomme « Huda Beauty » sur lequel elle publie des tutoriels et des conseils de maquillage,,,,.
En 2013, elle fonde une ligne de cosmétiques qui, comme son blog, s'appelle également « Huda Beauty »,,,,. Son premier produit, une série de faux-cils,, est commercialisé via Sephora, La marque Huda Beauty connait le succès avec la vente des faux-cils portés par Kim Kardashian.
À la suite de son lancement à Dubaï, sa société se diversifie en élargissant sa gamme de produits de beauté. Elle propose alors des palettes de fards à paupières, des rouges à lèvres liquides, des crayons à lèvres, des palettes d'enlumineurs, ainsi que des fonds de teint, des correcteurs, des poudres fixantes, et des fards à paupières liquides,,,,,.
Huda Kattan acquiert une popularité sur Instagram, atteignant plus de 47 millions de followers en 2020,,,,,. Elle se classe n°1 sur la « 2017 Influencer Instagram Rich List », gagnant 18 000 $ pour chaque publication de contenu sponsorisé,. Elle est décrite comme « une Kim Kardashian de l'économie des influenceurs beauté » et est déclaré l'un des « dix influenceurs les plus puissants du monde de la beauté » par le magazine Forbes. Elle est choisie comme l'une des « 25 personnes les plus influentes sur Internet » par le magazine Time en 2017,. Elle joue un rôle clé dans le succès commercial de marques et collections entières sur le marché régional. En 2017, à la suite de sa mise en avant du produit Foreo sur sa chaîne YouTube, les stocks des pinceaux Foreo se sont épuisés en seulement une semaine chez Harvey Nichols et Bloomingdale's à Dubaï. En 2020, elle figure sur la liste Fortunes 40 de moins de 40 ans. En 2021, Huda Kattan est classé numéro un sur la liste riche des influenceurs de beauté de Cosmetify.
En 2018, elle commence à jouer dans sa propre série de téléréalité originale sur Facebook Watch intitulée Huda Boss, aux côtés de sa famille.
En 2021, Huda Kattan participe à une campagne visant à fournir de la nourriture et a fait don d'un million de repas par l'intermédiaire de sa société de cosmétiques Huda Beauty.

## Philanthropie et activisme
Grâce à sa marque de cosmétiques Huda Beauty, Huda Kattan participe à divers efforts philanthropiques. En juin 2020, elle annonce que Huda Beauty fera un don de 500 000 $ au NAACP Legal Defence and Educational Fund.
En 2021, elle et Huda Beauty ont lancé une pétition demandant aux marques de beauté de divulguer lorsqu'elles ont retouché ou modifié leurs images ou vidéos, afin d'aider à démanteler les normes de beauté « toxiques » des médias sociaux. À travers sa marque de beauté, elle soutient également la communauté américaine d'origine asiatique, Médecins sans frontières et des initiatives de collecte de nourriture telles que 100 millions de repas. Elle utilise également ses plateformes de médias sociaux pour dénoncer le nettoyage ethnique en Palestine. En mai 2021, Kattan et son entreprise, Huda Beauty, ont fait un don de 100 000 $ pour Help India Breathe, une collecte de fonds de secours contre le COVID-19 lancée par l'ancien moine Jay Shetty et son épouse, Radhi Devlukia-Shetty.
En novembre 2023, Kattan a fait don de 1 000 000 $ à deux organisations humanitaires à Gaza, Médecins sans frontières et Human Appeal,.

## Engagement politique et controverses
Huda Kattan a suscité de vives polémiques en accusant Israël, sur X, d’être responsable  des deux guerres mondiales, du 11 septembre et de l’attaque du 7 octobre, déclarations qualifiées de complotistes et antisémites. Elle a également relayé des accusations selon lesquelles Israël tirerait profit d’un commerce d’organes à partir de corps palestiniens, une rhétorique proche de la « blood libel ».
Ses publications comparant les pertes palestiniennes à l’Holocauste ont été interprétées comme une inversion de l’histoire, renforçant la controverse.
En octobre 2023, une pétition lancée sur la plateforme Change.org a demandé à Sephora de retirer les produits Huda Beauty de ses magasins aux États-Unis, en raison des prises de position jugées antisémites de Huda Kattan ; elle a recueilli plus de 32 000 signatures.